# Straßenbahn Portland (Oregon)
Die Straßenbahn Portland, englisch: Portland Streetcar, ist die Straßenbahn der Stadt Portland in Oregon (USA). Der Betreiber Portland Streetcar Incorporated ist eine dem Allgemeinwohl verpflichtete Gesellschaft der öffentlichen Hand. Die Stadtbahn Portlands wird von Trimet betrieben.

## Geschichte der Straßenbahn Portland
1990 begannen erste Planungen zu einer Straßenbahn in Portland. Die Gesellschaft zum Betrieb der Straßenbahn wurde 1995 gegründet. 1999 starteten die Bauarbeiten für die erste Linie. Im Juli 2001 wurde die Strecke eröffnet. Eine Erweiterung von der Portland State University zum Riverplace wurde 2004 gebaut und 2005 eröffnet. 2005 begannen die Arbeiten zur Erweiterung bis SW Moody/Gibbs.

## Das Unternehmen
Die Gesellschaft Portland Streetcar Incorporated betreibt derzeit zwei Straßenbahnlinien. Bis September 2012 war die Nutzung im Innenstadtbereich kostenlos. Einzelne Unternehmen können einzelne Haltestellen „kaufen“ und dadurch Werbung für sich machen. Dies wird durch eine Ansage in der Straßenbahn und an den Wartehäuschen durch Schilder deutlich.
Die Straßenbahnen in Portland können die Gleisanlage der Stadtbahn benutzen, aber nicht umgekehrt, da die Stadtbahnen ein höheres Gewicht haben.

## Liniennetz

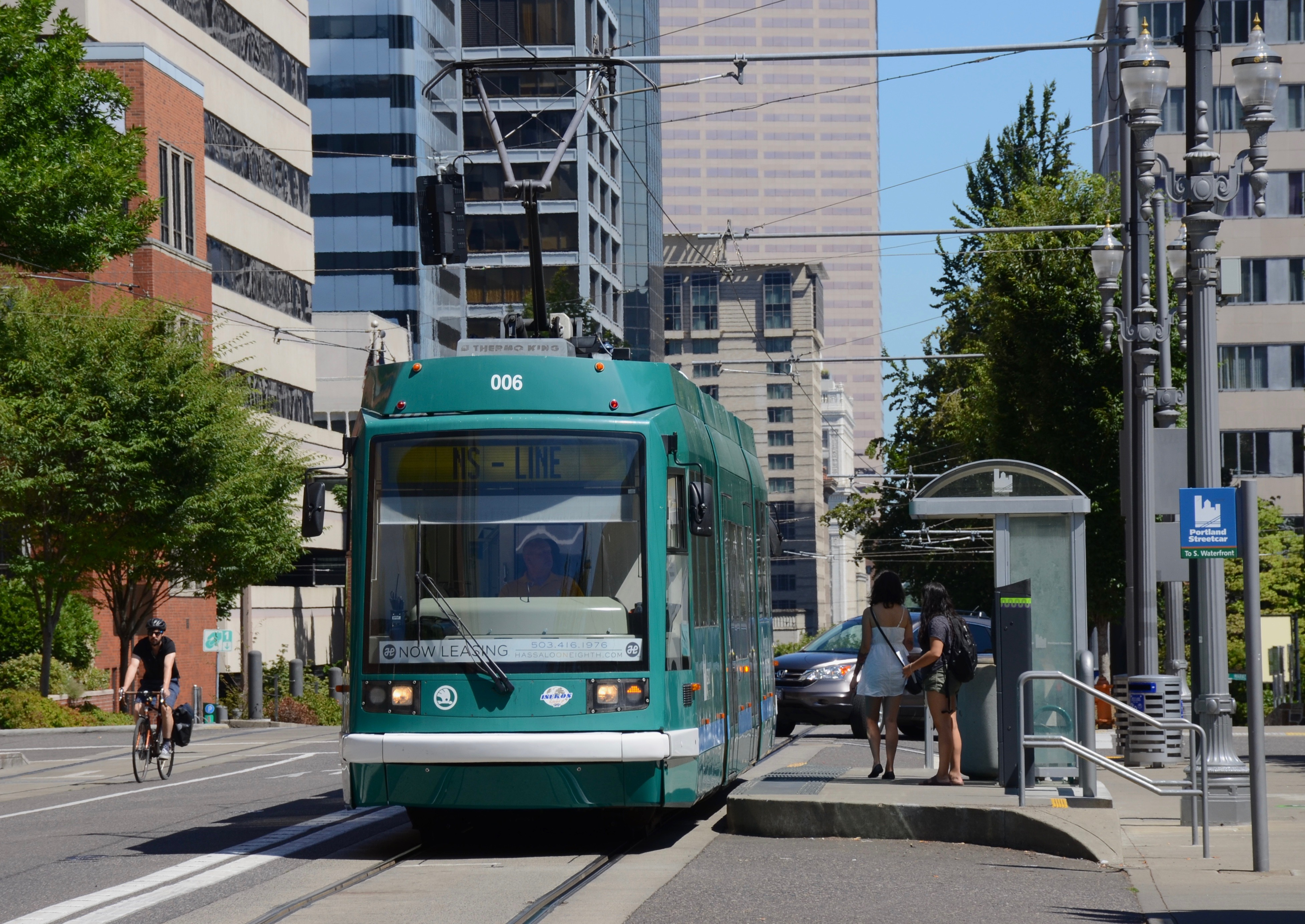
Straßenbahn Ecke SW 5th und Montgomery

### North-South-Line
Die NS-Line führt von NW Portland über NW Lovejoy entlang der NW/SW 11th durch die Innenstadt bis zum Campus der Portland State Universität. Von dort führt die Linie teils auf einer eigenen Trasse Richtung Süden bis zum „South Waterfront“ Bezirk, wo eine Verbindung zur Portland Aerial Tram (Seilbahn) besteht. In der entgegengesetzten Richtung teilt sich die Linienführung an der Universität und führt parallel auf der SW/NW 10th durch Downtown Portland. Die zwei Block entfernte Streckenführung setzt sich auf der NW Northrup fort und endet auf der NW 23rd.
Die Takt beträgt unter der Woche ca. 14 Minuten.

### Central-Loop-Line

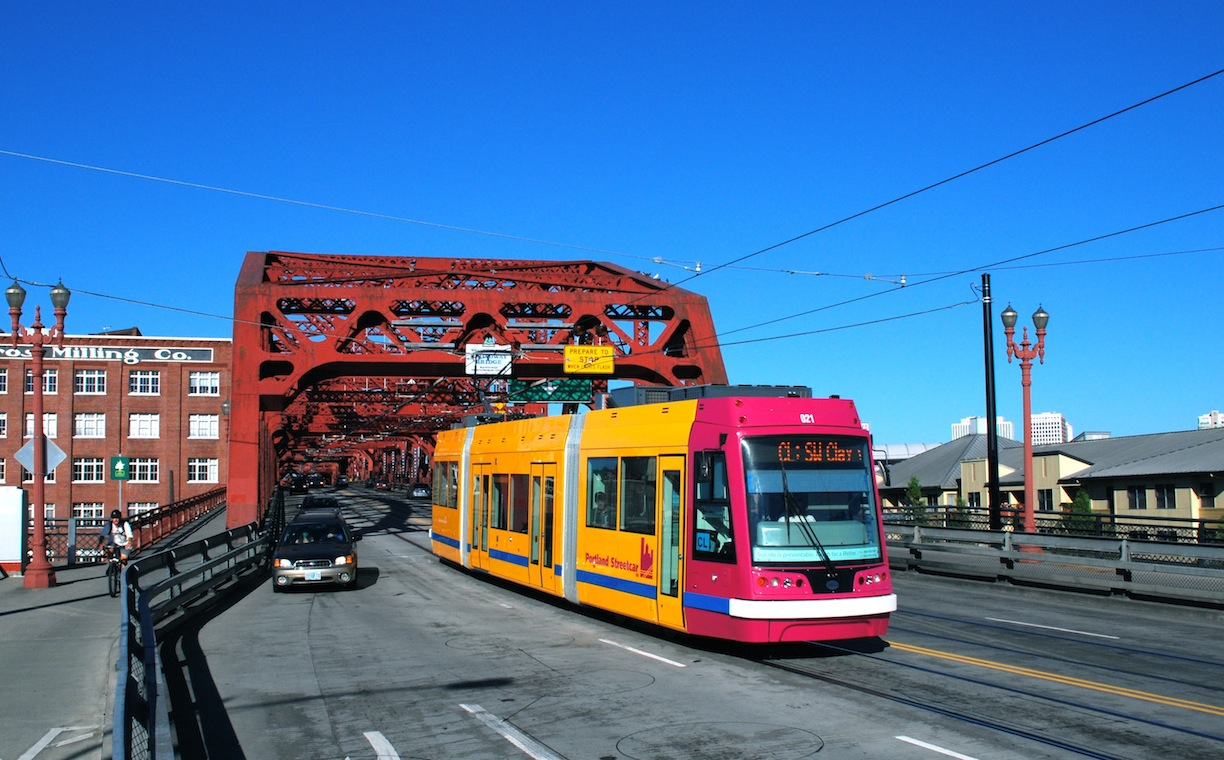
Wagen Nr. 021 (gebaut 2012) kreuzt die Broadway-Brücke, eine 1913 gebaute Klappbrücke auf der CL-Line

Die 2012 fertiggestellte CL-Line führt von Lovejoy Street via Broadway Bridge über den Willamette River in den Lloyd Distrikt, wo sie in Richtung Süden erst entlang der 7th Avenue und dann des Martin Luther King Boulevard zum Oregon Museum of Science and Industry verläuft. Der Rückweg führt parallel dazu auf der Grand Avenue wieder nach Norden.
Nach Fertigstellung einer neuen Willamette-Querung 2015 soll die CL-Line künftig als Schleife Ost- und Westufer des Willamette verbinden.
Der Takt beträgt unter der Woche 18 Minuten.

### Geplante Strecken
Eine Linie in den Vorort Lake Oswego ist geplant. Sie würde an der südlichen Endhaltestelle der City-Schleife beginnen und anstelle einer bereits bestehenden Schienentrasse des Willamette Shore Trolley Richtung Süden führen.

## Fahrzeuge
Insgesamt verfügt Portland Streetcar über sechzehn Gelenkwagen, davon sieben (001–007) vom Typ Škoda 10T, drei vom Typ Inekon 12-Trio (008–010), einen vom Type United Streetcar 10T3 (Nr. 015), und fünf vom Typ United Streetcar 100 (021–025). Dabei handelt es sich um Zweirichtungsfahrzeuge aus drei Wagenkästen, die mit zwei Drehgelenke verbunden sind. Die Fahrzeuge sind 20,13 m lang, 2,46 m breit und teilweise niederflurig. Bestellt zur voraussichtlichen Auslieferung Anfang 2023 sind drei Wagen vom Typ Brookville Liberty NXT.
| Hersteller                                          | Modell                        | Anzahl | Baujahr   | Fahrzeugnrn. |
| --------------------------------------------------- | ----------------------------- | ------ | --------- | ------------ |
| Aktuelle Flotte                                     |                               |        |           |              |
| Škoda                                               | 10T                           | 7      | 2001–02   | 001–007      |
| Inekon                                              | Trio Typ 12                   | 3      | 2006      | 008–010      |
| United Streetcar                                    | 10T3 (Prototyp)               | 1      | 2009      | 015          |
| United Streetcar                                    | 100                           | 6      | 2012–14   | 021–026      |
| Summe                                               | Summe                         | 17     |           |              |
| Bestellt                                            |                               |        |           |              |
| Brookville Equipment                                | Liberty NXT                   | 3      | (2021–22) | 031-033      |
| Frühere Flotte – für historische Straßenbahnfahrten |                               |        |           |              |
| Gomaco                                              | "Council Crest" Brill replica | 2      | 1991      | 513–514      |